# Sommer-Paralympics 2008/Teilnehmer (Iran)
| stlisierte Goldmedaille | stlisierte Silbermedaille | stlisierte Bronzemedaille |
| ----------------------- | ------------------------- | ------------------------- |
| 5                       | 6                         | 3                         |

Die Islamische Republik Iran trat mit 75 Sportlern bei den Sommer-Paralympics 2008 im chinesischen Peking (Beijing) teil.
Fahnenträger bei der Eröffnungsfeier war der Leichtathlet Mohammed Reza Mirzaei Jaberi. Erfolgreichster Teilnehmer der Mannschaft war der Leichtathlet Javad Hardani mit einer Gold- und einer Bronzemedaille.

## Teilnehmer nach Sportarten

### Fußball (7er Teams)
| Männer 7er-Mannschaft (Bronze ) |
| --- |
| - Moslem Akbari - Bahman Ansari - Rasoul Atashafrouz - Ehsan Gholam Hosseinpour - Habibollah Heidari Mehr - Morteza Heidari - Abdolreza Karimzadeh - Ardeshir Mahini - Esmaeil Malekzadeh Nash - G. Najafitovahkhoshgeh - Hadi Safari |

### Goalball
| Männer |
| --- |
| - Rahmatollah Hosseini - Behzad Jahangiri - Javad Jalali - Mohsen Jalilvand - Seyed Mehdi Sayahi - Mohammad Soranji |

### Judo
Männer
- Reza Golmohammadi Andarian
- Seyed Amir Mirhassan
- Hamzeh Nadri
- Mousa Pourabbas
- Saeed Rahmati, 1×  (Klasse bis 60 kg)

### Leichtathletik
Frauen
- Fatemeh Montazeri Ghahjaverestani

Männer
- Mahdi Asghari
- Jalil Bagherijedi
- Ali Elahi
- Ali Ghardooni
- Javad Hardani, 1×  (Diskuswerfen, Klasse F37/38), 1×  (Speerwerfen, Klasse F37/38)
- Abdolreza Jokar, 1×  (Speerwerfen, Klasse F53/54)
- Mohsen Kaeidi
- Mehrdad Karam Zadeh, 1×  (Diskuswerfen, Klasse F42)
- Jalal Khakzadiyeh
- Mohammad Reza Mirzaei Jaberi, 1×  (Speerwerfen, Klasse F57/58)
- Ali Mohammad Yari, 1×  (Diskuswerfen, Klasse F55/56)
- Mehdi Moradi
- Siamak Saleh Farajzadeh
- Farzad Sepahvand
- Mohammad Vahdani

### Powerlifting (Bankdrücken)
Männer
- Saeid Bafandeh Sedaghati
- Gholamhossein Chaltoukkar
- Morteza Dashti
- Majid Farzin, 1×  (Klasse bis 75 kg)
- Ali Hosseini, 1×  (Klasse bis 67,5 kg)
- Hamzeh Mohammadi, 1×  (Klasse bis 60 kg)
- Kazem Rajabi Golojeh, 1×  (Klasse über 100 kg)
- Ali Sadeghzadeh Salmani, 1×  (Klasse bis 100 kg)

### Rollstuhlbasketball
| Männer |
| --- |
| - Alireza Ahmadi - Ebrahim Ahmadi - Saman Bolaghinalou - Ahmad Daghaghelepour - Morteza Gharibloo - Vahid Gholam Azad - Zakaria Hesamy Zadeh - Esmaeel Hosseinpour - Hakim Mansouri - Gholamreza Nami - Bahman Siefi - Adel Torfi Meneshidi |

### Schießen
Frauen
- Nayyereh Akef

Männer
- Bahman Karimi
- Seyedramzan Salehnejad Amrei

### Sitzvolleyball
| Männer (Gold ) |
| --- |
| - Davood Alipourian - Sadegh Bigdeli - S. Ebrahimibaladezei - Jalil Eimery - Mahdi Hamid Zageh - Naser Hassanpour - Seyed M. Hosseini Far - Mohammad Khaleghi - Reza Peidayesh - Mohammad Resa Rahimi - Ramzan Salehi Hajikolaei - Isa Zirahi |

### Tischtennis
Frauen
- Forough Bakhtiary
- Narges Khazaei